# Северо-Кавказский край
Северо-Кавказский край — административно-территориальная единица на территории Российской Социалистической Федеративной Советской Республики, существовавшая с 16 октября 1924 года по 13 марта 1937 года. Административный центр — город Ростов-на-Дону, после отделения 10 января 1934 года Азово-Черноморского края, административный центр — Пятигорск, а с 26.05.1937 года — Ворошиловск (ныне Ставрополь). По итогам переписи населения в СССР 1926 года двумя крупнейшими национальностями на территории Северо-Кавказского края были русские (46,2 %) и украинцы (37,4 %).

## История
Северо-Кавказский край был образован 16 октября 1924 года в результате объединения упразднённой Юго-Восточной области и автономных областей: Адыгейской (Черкесской), Карачаево-Черкесской, Кабардино-Балкарской и Чеченской, Сунженского казачьего округа и автономного города Грозный, на правах округа. Центром края стал город Ростов-на-Дону.
26 февраля 1925 года создан Сунженский казачий округ. Также в состав края включены Ингушская и Северо-Осетинская автономные области.
26 апреля 1926 года Карачаево-Черкесская автономная область разделена на Карачаевскую автономную область и Черкесский национальный округ.
30 апреля 1928 года Черкесский национальный округ преобразован в Черкесскую автономную область.
14 февраля 1929 года упразднён Сунженский казачий округ, разделённый между Терским округом и Сунженским округом Чеченской автономной области.
В 1929 году город Грозный прекратил быть автономным городом края и вошёл в Чеченскую автономную область.
15 августа 1930 года вне автономных областей были упразднены округа, и все районы перешли в прямое подчинение администрации края.
6 сентября 1931 года в состав края введена Дагестанская АССР.
30 сентября 1931 года все округа автономных областей были преобразованы в районы.
20 ноября 1933 года из части районов на севере края была образована Северная область с центром в городе Миллерово.
10 января 1934 года край был разделён на две самостоятельные административно-территориальные единицы: Азово-Черноморский край, включая Адыгейскую АО, с центром в Ростове-на-Дону и Северо-Кавказский край, центром которого стал Пятигорск.
15 января 1934 года Чеченская АО и Ингушская АО были объединены в одну Чечено-Ингушскую автономную область.
В январе 1936 года краевой центр переведён в город Орджоникидзе.
5 декабря 1936 года из состава края были выведены Дагестанская АССР и, преобразованные в АССР, Кабардино-Балкарская, Северо-Осетинская и Чечено-Ингушская автономные области.
13 марта 1937 года Северо-Кавказский край переименован в Орджоникидзевский край. 26 мая 1937 года решением ЦИК СССР краевой центр переведён из города Пятигорска в город Ворошиловск (ныне — г. Ставрополь). 15 января 1938 новое наименование края было внесено в Конституцию СССР. 12 января 1943 года Орджоникидзевский край Указом Президиума Верховного Совета СССР переименован в Ставропольский край.

## Национальный состав
Национальный состав Северо-Кавказского края по данным переписи населения СССР 1926 года:
| национальность | численность | %       |
| -------------- | ----------- | ------- |
| русские        | 3 841 063   | 46,2 %  |
| украинцы       | 3 106 852   | 37,4 %  |
| чеченцы        | 296 282     | 3,6 %   |
| армяне         | 162 186     | 1,9 %   |
| осетины        | 155 400     | 1,87 %  |
| кабардинцы     | 139 689     | 1,68 %  |
| немцы          | 93 915      | 1,13 %  |
| ингуши         | 72 043      | 0,86 %  |
| черкесы        | 64 031      | 0,77 %  |
| карачаевцы     | 55 068      | 0,66 %  |
| белорусы       | 51 317      | 0,6 %   |
| евреи          | 42 476      | 0,51 %  |
| балкарцы       | 33 280      | 0,4 %   |
| другие         | …           | …       |
| всего          | 8 307 934   | 100,0 % |

Национальный состав Кубанского округа, Майкопского округа, Армавирского округа и Черноморского округа Северо-Кавказского края по данным переписи населения СССР 1926 года:
| Национальность | Кубанский округ | %       | Майкопский округ | %       | Армавирский округ | %       | Черноморский округ | %       | Итого     | %       |
| украинцы       | 915 450         | 62,2 %  | 94 322           | 28,6 %  | 305 126           | 32,9 %  | 103 922            | 37,5 %  | 1 418 820 | 47,2 %  |
| русские        | 498 102         | 33,8 %  | 212 549          | 64,4 %  | 552 176           | 59,4 %  | 96 169             | 34,7 %  | 1 358 996 | 45,2 %  |
| армяне         | 21 023          | 1,4 %   | 9 801            | 3,0 %   | 19 198            | 2,1 %   | 27 729             | 10,0 %  | 77 751    | 2,6 %   |
| белорусы       | 8 434           | 0,6 %   | 1 600            | 0,5 %   | 8 386             | 0,9 %   | 4 882              | 1,8 %   | 23 302    | 0,8 %   |
| немцы          | 7 255           | 0,5 %   | 962              | 0,3 %   | 21 856            | 2,4 %   | 2 968              | 1,1 %   | 33 041    | 1,1 %   |
| другие         | …               | …       | …                | …       | …                 | …       | …                  | …       | …         | …       |
| всего          | 1 472 548       | 100,0 % | 330 135          | 100,0 % | 927 392           | 100,0 % | 277 263            | 100,0 % | 3 007 338 | 100,0 % |

## Административное деление при учреждении края

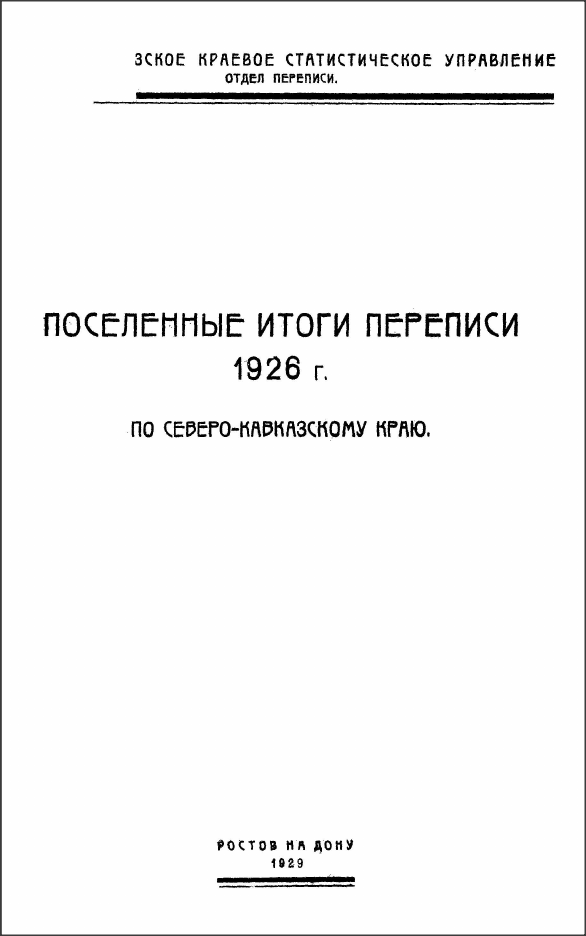
Поселенные итоги переписи 1926 г. по Северо-Кавказскому Краю.

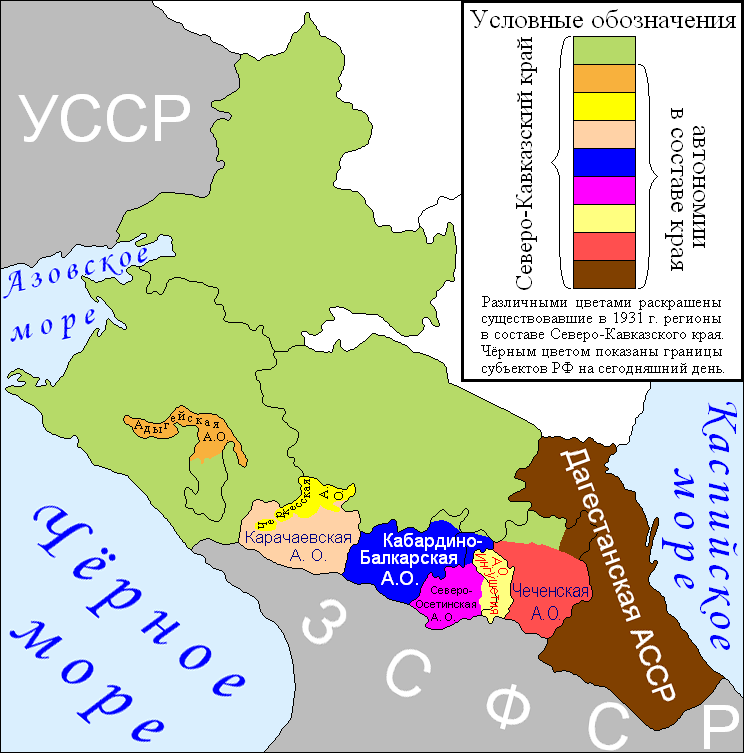
Карта Северо-Кавказский края 1931 г.

При переписи учитывалось и казачье население (единственный в СССР раз), когда были посчитаны все, кто указывал свою национальность как «казак» или «казачка», хотя в общий доступ эта информация так и не поступила и собиралась больше для «внутренних выводов».
По состоянию на 17 декабря 1926 года в состав края входили 12 округов, 7 автономных областей и 2 автономных города, на правах округа:
| Административная единица      | Центр                | Площадь, км² | Население (1926), чел. |
| ----------------------------- | -------------------- | ------------ | ---------------------- |
| Армавирский округ             | Армавир              | 21 524       | 927 392                |
| Донецкий округ                | Миллерово            | 17 550       | 374 710                |
| Донской округ                 | Ростов-на-Дону       | 25 809       | 1 132 270              |
| Кубанский округ               | Краснодар            | 35 860       | 1 489 088              |
| Майкопский округ              | Майкоп               | 14 712       | 330 135                |
| Сальский округ                | Сальск               | 36 882       | 471 890                |
| Ставропольский округ          | Ставрополь           | 26 620       | 727 585                |
| Сунженский округ              | ст-ца Слепцовская    | 1 102        | 34 888                 |
| Таганрогский округ            | Таганрог             | 5 029        | 268 394                |
| Терский округ                 | Пятигорск            | 27 542       | 643 369                |
| Черноморский округ            | Новороссийск         | 9 415        | 291 437                |
| Шахтинско-Донецкий округ      | Шахты                | 23 256       | 540 376                |
| Адыгейская (Черкесская) АО    | Краснодар            | 3 027        | 113 481                |
| Ингушская АО                  | Владикавказ          | 3 218        | 85 133                 |
| Кабардино-Балкарская АО       | Нальчик              | 10 105       | 204 006                |
| Карачаевская АО               | село Микоян-Шахар    | 8 142        | 64 613                 |
| Северо-Осетинская АО          | Владикавказ          | 6 177        | 152 435                |
| Черкесская АО                 | ст-ца Баталпашинская | 3 027        | 113 481                |
| Чеченская АО                  | Грозный              | 12 371       | 509 860                |
| Владикавказ, автономный город | Владикавказ          | 84           | 78 346                 |
| Грозный, автономный город     | Грозный              | 294          | 97 087                 |

## Административное деление с 1934 года
После разделения края в 1934 году в составе края:
Автономии
- Дагестанская автономная республика
- Кабардино-Балкарская автономная область
- Карачаевская автономная область
- Северо-Осетинская автономная область
- Черкесская автономная область
- Чечено-Ингушская автономная область

Районы
- Александровский район
- Благодарненский район
- Виноделенский район
- Воронцово-Александровский район
- Георгиевский район
- Ессентукский район
- Изобильно-Тищенский район
- Курсавский район
- Медвеженский район
- Минераловодский район
- Моздокский район
- Невинномысский район
- Новоалександровский район
- Петровский район
- Прикумский район
- Ставропольский район
- Туркменский район

В этом же году Ессентукский район был упразднён

## Административное деление с 1935 года

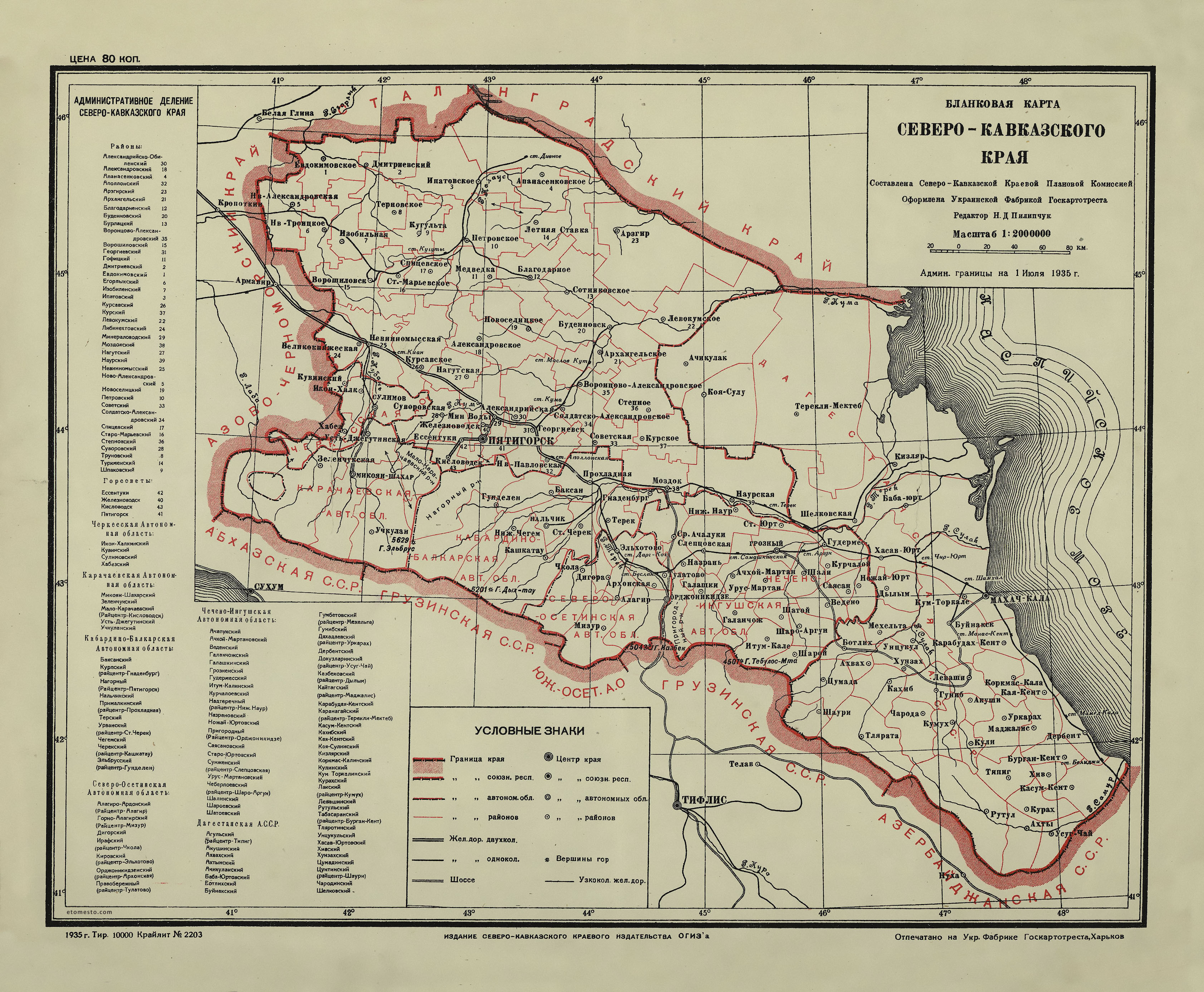
Административная карта Северо-Кавказского края в 1935 году

Введена новая сеть районов Северо-Кавказского края и входящих в его состав автономных объединений. Вместо 17 районов в крае стало 43 района, подчиненных непосредственно Северо-Кавказскому крайисполкому:
Районы
- Александрийско-Обильненский район
- Александровский район
- Аполлонский район
- Арзгирский район
- Архангельский район
- Благодарненский район
- Бурлацкий район
- Виноделенский район
- Воронцово-Александровский район
- Георгиевский район
- Гофицкий район
- Дмитриевский район
- Егорлыкский район
- Ессентукский район
- Железноводский район
- Изобильненский район
- Кисловодский район
- Курсавский район
- Курский район
- Левокумский район
- Либкнехтовский район
- Медвеженский район
- Минераловодский район
- Митрофановский район
- Моздокский район
- Нагутский район
- Наурский район
- Невинномысский район
- Новоалександровский район
- Новоселицкий район
- Петровский район
- Прикумский район
- Пятигорский район
- Советский район
- Солдато-Александровский район
- Спицевский район
- Ставропольский район
- Старомарьевский район
- Степновский район
- Суворовский район
- Труновский район
- Туркменский район
- Шпаковский район

Автономии
- Дагестанская АССР
- Кабардино-Балкарская автономная область
- Карачаевская автономная область
- Северо-Осетинская автономная область
- Черкесская автономная область
- Чечено-Ингушская автономная область

Переименованы
- Медвеженский район и с. Медвежье в Евдокимовский район и в с. Евдокимовское
- Виноделенский район — в Ипатовский
- Митрофановский (бывший Дивенский) район — в Апанасенковский
- Прикумский район — в Будённовский
- Ставропольский район — в Ворошиловский, а г. Ставрополь — в г. Ворошиловск

Образован
Каясулинский район в составе Дагестанской АССР.

## Административное деление с 1936 года
После принятия Конституции СССР 1936 года Кабардино-Балкарская, Северо-Осетинская и Чечено-Ингушская автономные области преобразованы в автономные Советские Социалистические Республики и вместе с Дагестанской АССР выделены из состава Орджоникидзевского края в самостоятельные административно-территориальные образования в РСФСР.
Карачаевская АО и Черкесская АО остались в составе Орджоникидзевского края (переименованного в 1943 году в Ставропольский край). 12 января 1957 года они были объединены в Карачаево-Черкесскую АО Ставропольского края. В неё были переданы Зеленчукский, Карачаевский и Усть-Джегутинский районы Ставропольского края.